# جایزان
جایزان شهری است در استان خوزستان. این شهر در بخش جایزان از توابع شهرستان امیدیه قرار گرفته و در سال ۱۳۹۵ ، تعداد ۲٫۳۵۷ نفر جمعیت داشته‌است.

## مردم
عمده جمعیت شهر جایزان را لرهای جنوبی  به ویژه ایل بهمئی تشکیل می دهند ، که به زبان لری بهمئی سخن می گویند.

## قلعه جایزان
قلعهٔ تاریخی محمد علی‌ خان خلیلی از خوانین ایل بهمئی در جایزان واقع است.امید است میراث فرهنگی فکری به حال بازسازی این قلعه ی تاریخی نماید.